# Pseudophallus
Pseudophallus es un género de peces singnatiformes de la familia Syngnathidae, nativo de América del Sur y Centroamérica.

## Especies
Se reconocen las siguientes especies:
- Pseudophallus brasiliensis (Dawson, 1974)[2]
- Pseudophallus elcapitanensis (Meek & Hildebrand, 1914)
- Pseudophallus mindii (Meek & Hildebrand, 1923)
- Pseudophallus starksii (D. S. Jordan & Culver, 1895)